# NGC 6173
NGC 6173 (другие обозначения — UGC 10421, MCG 7-34-83, ZWG 224.49, 3ZW 83, PGC 58348) — эллиптическая галактика (E) в созвездии Геркулес.
Этот объект входит в число перечисленных в оригинальной редакции «Нового общего каталога».
NGC 6173 — ярчайшая галактика скопления. В ней наблюдаются характерные градиенты поглощения магния
В галактике вспыхнула сверхновая SN 2009fv типа Ia, её пиковая видимая звездная величина составила 16,3.